# Microthoracius cameli
Microthoracius cameli är en insektsart som först beskrevs av Carl von Linné 1758.  Microthoracius cameli ingår i släktet Microthoracius och familjen Microthoraciidae. Inga underarter finns listade i Catalogue of Life.